# Городище (Личьовська волость)
Городище (рос. Городище) — присілок в Великолуцькому районі Псковської області Російської Федерації.
Населення становить 14 осіб. Входить до складу муніципального утворення Личьовська волость.

## Історія
Від 2014 року входить до складу муніципального утворення Личьовська волость.

## Населення
| 2001 | 2002 | 2010 |
| ---- | ---- | ---- |
| 19   | ↘16  | ↘14  |